# 花筐城太郎
花筐城太郎（はながたみ・じょうたろう）は作家芦辺拓の生み出した名探偵である。
初登場は書き下ろしアンソロジー本「異形コレクションIX グランドホテル」（監修・井上雅彦）に収録された「探偵と怪人のいるホテル」。
後に「異形コレクションXXIX 黒い遊園地」に収録された「少年と怪魔の駆ける遊園」にて再登場する。
少年少女探偵団を持ち、彼らと共に、生涯のライバルとなる「殺人喜劇王」や「怪魔博士」の悪事を阻止しようと奮戦する。自分がいかなるピンチに陥ろうとも余裕の笑みを浮かべ、知恵を揮ってその状況を打破する。
≪グランドホテル≫にてかの名探偵エルキュール・ポアロと握手をし、記念撮影もしている。ちなみにこの写真は≪グランドホテル≫に飾られている。
時には古い小説の登場人物として、時には屋上遊園を駆ける探偵として現れる彼の活躍は、未だ続いている。